# الحمار في تونس
يعتبر الحمار في تونس تاريخيًا حيوانًا عاملاً موجودًا في قرطاج منذ العصور القديمة، وانتشر بحلول نهاية القرن التاسع عشر، حيث يستخدم لعدة مهام منزلية، منها السفر، ونقل المياه، والزراعة، وبشكل أكثر تحديدًا يستخدم لزراعة الزيتون وعصره.
أدى إدخال المركبات الآلية إلى خفض أعدادها بشكل كبير، حيث انخفض عدد أستخدامها إلى أكثر من النصف بين عامي 1996 و2006؛ وفي المناطق الريفية يُستخدم الحمار فقط في مهام زراعية صغيرة ومتخصصة، مثلًا في حصاد الزيتون،
واستهلاك لحم الحمير هو موضوع مثيرًا للجدل، في الدول العربية والإسلامية، ويعتبر تناول لحوم الحمير مكروهًا، وزعمت جمعية الثقافة والفنون المتوسطية (ACAM) في عام 2010 أن الحمار مهدد بالانقراض في تونس.
ولفظ الحمير يُستخدم للمنزلة الدُنيا ثقافياً، وكثيراً ما يستخدم اسمه كإهانة، ومع ذلك، فقد كان أيضًا مصدر إلهام لبعض الأعمال الأدبية، بالإضافة إلى عدد من الحكايات الشعبية.

## تاريخ

### عصور ما قبل التاريخ والعصور القديمة
لطالما كان الحمار جزءًا من الريف في شمال إفريقيا. وان أصل الحمير في المغرب العربي هو محل خلاف، ووفقًا لكتاب الموسوعة البربرية من تأليف غابرييل كامبس، فإن الأنواع المحلية ليست موطنًا للمنطقة، وهي منحدرة من الحمار البري الإفريقي، الذي ترجع أصوله إلى شرق إفريقيا. وفقًا لنظرية كولين جروفز (1986)، فإن نوعًا فرعيًا من الحمير البرية في شمال إفريقيا، حمار الأطلس البري، الذي عاش حتى القرون القليلة الأولى بعد الميلاد، لكن من غير المعروف ما إذا كان قد تم تدجينه. ولا توجد بقايا أثرية لهذه السلالة الفرعية لذلك لا يمكن توثيقها إلا من خلال الفرضيات.
نشأت هذه الحمير في جبال الأطلس، وانقرضت حوالي عام 300 بعد الميلاد. ومهما كانت أصوله بالضبط، فقد تم تدجين الحمار في إفريقيا، وأقدم دليل على استخدامه يعود إلى مصر في الألفية الرابعة قبل الميلاد. ومن المعروف أن دراسة الحمير في إفريقيا صعبة، على الرغم من أن النوع كان مستخدمًا على نطاق واسع، إلا أنه لم يكتب عنه سوى القليل جدًا، ولم تجهز أي خطط لتطوير أو تحسين النوع، ولم يتبق سوى عدد قليل جدًا من البقايا الأثرية، ولا يوجد بقايا لتوثيق وجودها في الصحراء التونسية.
ظهرت الحمير في لوحات الكهوف في مناطق الصحراء منذ أقدم العصور، ولا سيما في ليبيا والمغرب، وفي كتاب De agri cultura [الإنجليزية] للكاتب الروماني كاتو الأكبر، قدم فيه وصفًا لدور الحمار في منطقة البحر الأبيض المتوسط التي كانت تحت حكم الإمبراطورية الرومانية، وعلى وجه الخصوص في قرطاج، حيث ان مقابل كل ستين هكتارًا من بساتين الزيتون، كانت هناك حاجة إلى أربعة حمير، ثلاثة منها تستخدم لجلب السماد الحيواني، وواحد لتشغيل معصرة الزيت، ولكل 25 هكتارًا من مزارع الكرم، كان هناك حاجة إلى حمارين للحراثة.
قدم لوكيوس أبوليوس في كتابه الحمار الذهبي أيضًا معلومات قيمة بشأن استخدامات الحمير خلال العصور القديمة في شمال إفريقيا، لا سيما فيما يتعلق باستخدامه في نقل الأخشاب والمنتجات الغذائية لبيعها في السوق. ومن المحتمل أن يكون الأطباء البيطريون المتخصصون في الخيول يعملون في قرطاج منذ القرن الرابع قبل الميلاد. حيث عُثر على بقايا حمير في قرطاج تعود إلى ما بين القرنين الأول والرابع، وهي من بين أقدم البراهين الأثرية على وجود الحمير في المغرب العربي.

### العصور الوسطى
أبو يزيد (873-947)، الذي حارب الفاطميين، كانت تعرف ثورته باسم "ثورة صاحب الحمار". ويكنى بصاحب الحمار لأنه كان يتنقل بين المدن والقرى ناشراً دعوته العدائية راكباً حماراً؛ وان استهلاك لحم الحمير محظورًا في الإسلام، وأيضًا عند المسيحيين المتدينين في تونس. وأشار ابن بطوطة (1304-1377)، إلى اشمئزازه من لحوم الحمير التي كانت تستهلك في مملكة مالي.

### القرن ال 19

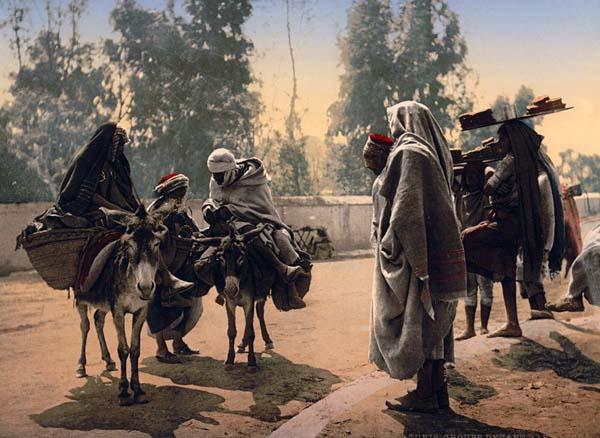
صور من سكان تونس مع حميرهم عام 1899.

وفقًا لوصف عام 1887 الذي قدمه عالم الطبيعة جان ماري دي لانيسان [الإنجليزية]، كان هناك عدد كبير جدًا من الحمير، حيث قال في كتابه:
«الحيوان الأكثر شيوعا هو، بلا شك، الحمار. لا توجد عائلة واحدة، مهما كانت فقيرة، لا تملك حمارا. لا أعتقد أنه من المبالغة في تقديري وجود 5 حمير لكل شخص، مما يجعل العدد الإجمالي للحمير حوالي 300 ألف، الحيوان صغيراً في الحجم، ولكنه قوي، وأكثر اعتدالا من الإبل. يتولى هذا الحيوان العديد من المهام المنزلية، حيث تستخدمه النساء لجلب المياه، ويستخدمه الرجال لحمل الطعام من الأسواق، ونقل الممتلكات المحدودة للأسر التي تهاجر.»
بلغ تعداد الحمير في تونس ذروته في نهاية القرن التاسع عشر، حيث بلغ حوالي 800000 حماراً، وكانت تتواجد في المناطق الجبلية في الشمال الغربي ووسط وجنوب البلاد.

### القرنان العشرين والحادي والعشرون

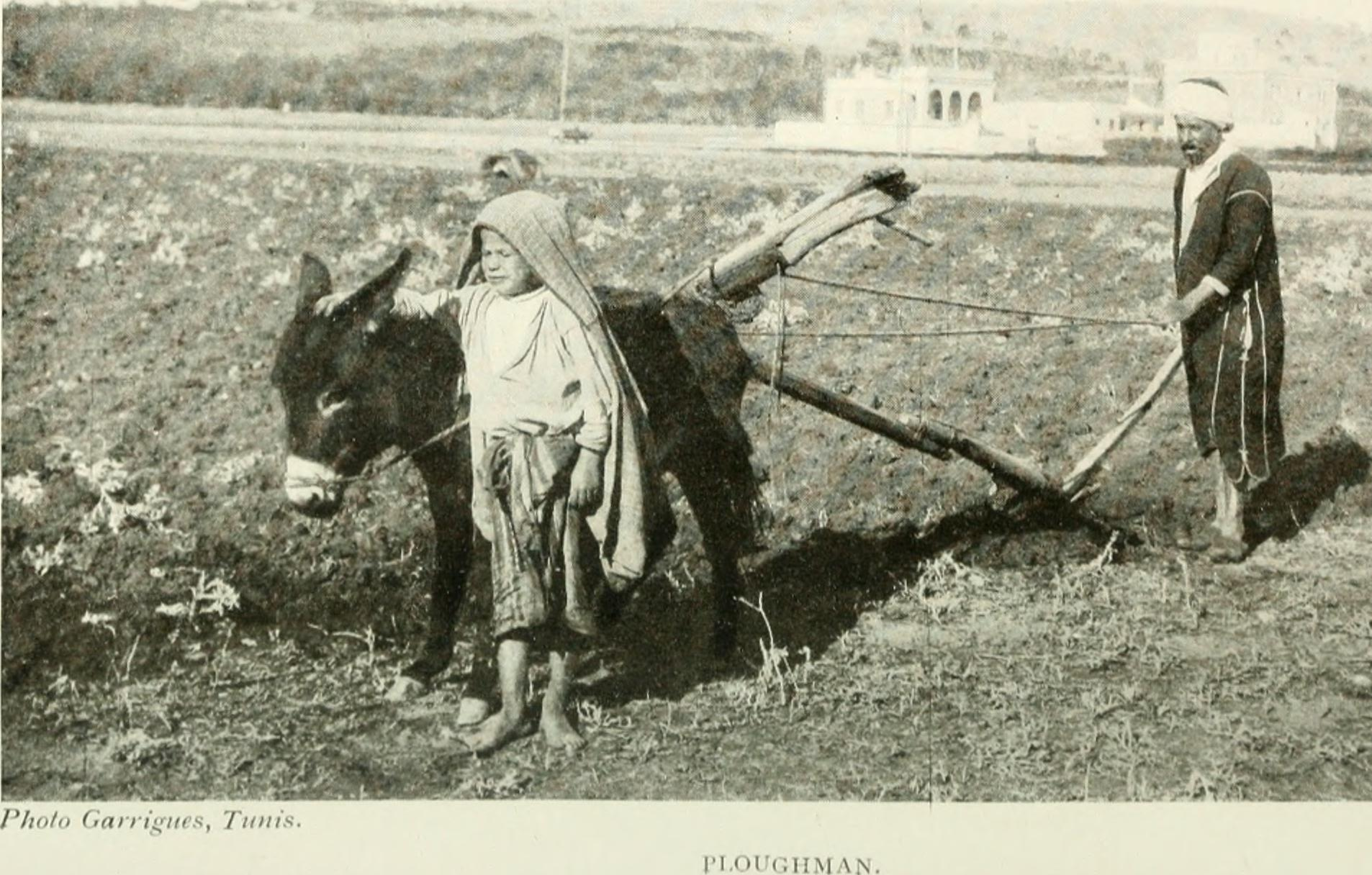
التقطت الصورة بالقرب من تونس عام 1906

في فترة الاحتلال الفرنسي لتونس كانت فرنسا مهتمة بتربية البغال لكي تستخدمها لتزويد الجيش بالدعم والمعدات، حيث أرسلت سلالات فرنسية، من سلالات Pyrenean donkey [الإنجليزية] والحمار الكاتالوني [الإنجليزية]، إلى محطات في مراكز تكاثر مختلفة، وأجريت محاولات تكاثر في سيدي ثابت حتى عام 1938، وكان هذا بمثابة بداية تطور تربية الحمير. من المعروف أن الحمار الكتالوني قادر على التكيف بسهولة مع المناخ التونسي، على عكس حمار بواتو. كتب إرنست فالو عام 1931، كتابًا أحصى فيه 168794 حمارًا في تونس، و2388 حمار فرنسي. عانى عدد الحمير من الإهمال والتدهور على مدى طويل من الزمن، حيث كان يعتبر من بقايا الماضي، ومع ذلك، شهد تعداد الحمير زيادة كبيرة بين عامي 1966 و1996، حيث ارتفع من 163000 إلى حوالي 230000.
وفي التسعينيات، أدت المواقع النائية لبعض المدارس ونقص وسائل النقل العام إلى استخدام الحمير، إما لسحب العربات أو لحمل التلاميذ، وهي أداة لا غنى عنها لضمان الحضور إلى المدرسة. كما شهدت تربية الحمير عودة مهمة بغرض نقل البضائع المهربة؛ وأيضًا استخدامه في المزارع العائلية الصغيرة، وفضلت العائلات شراء حمار بدلاً من بغل أو حصان لأن الحمار مضمون للمساعدة وله قدرة تحمل كبيرة. وشهدت المناطق الريفية تغيرات ملحوظة منذ التسعينيات حيث أدى انتقال البدو الرحل إلى الاستقرار الحضري إلى الاختفاء التدريجي للحمير والبغال، لانهم استبدلوا الحمير بمركبات أخرى، ومن النادر الآن مشاهدة هذا الحيوان. وأيضًا عندما ضرب وباء إنفلونزا الخيول البلاد في عام 1998، وخاصة في منطقة توزر، والذي أثر انتشاره على الخيول والبغال والحمير على حد سواء.

## ثقافة
الكلمة في اللهجة التونسية للحمار هي (بهيم)، وكلمة حمار تحمل دلالات ثقافية سلبية للغاية، واسمه يعادل صفة حيوان، وتستخدم لتسمية شخص غبي أو متردد.